# Phoneyusa cultridens
Phoneyusa cultridens är en spindelart som beskrevs av Lucien Berland 1917. Phoneyusa cultridens ingår i släktet Phoneyusa och familjen fågelspindlar.
Artens utbredningsområde är Kongo. Inga underarter finns listade i Catalogue of Life.